# Верхнекарабатово
Верхнекарабатово — упразднённая в 1981 году деревня в Белокатайском районе Башкирской АССР Российской Федерации. Входила на год упразднения Ногушинского сельсовета.
Жили русские (1979).

## Название
Названо по фамилии первопоселенцев.
Известны несколько вариантов написания: через дефис Верхне-Карабатово, слитно Верхнекарабатово.

## География

### Географическое положение
Расстояние до:
- центра сельсовета села Ногуши: 3 км (Административно-территориальное деление Башкирской АССР (на 1 июня 1952 г.))
- районного центра (Новобелокатай): 50 км к северо-западу[1],
- ближайшей ж/д станции (Ункурда): 60 км к северо-западу[1].

## История
Основана после 1925 жителями села Ногуши.
На 1952 год в составе Ногушинского сельсовета.
Согласно Указу Президиума ВС Башкирской АССР от 12.02.1981 N 6-2/66 «Об исключении некоторых населенных пунктов из учётных данных по административно-территориальному делению Башкирской АССР»:

В связи с перечислением жителей и фактическим прекращением существования исключить из учётных данных по административно-территориальному делению Башкирской АССР — http://bashkortostan.news-city.info/docs/sistemao/dok_keqijo.htm

## Население
В 1939 проживало 93 человека, в 1959 — 40, в 1969 — 26, в 1979 — 14 жителей.